# Southbya hyalina
Southbya hyalina là một loài rêu tản trong họ Arnelliaceae. Loài này được (Lyell) Husn. miêu tả khoa học lần đầu tiên năm 1875.